# Polgári kistérség
A Polgári kistérség kistérség Hajdú-Bihar megyében, központja: Polgár.

## Települései
| Folyás  | Görbeháza | Polgár | Tiszagyulaháza | Újszentmargita |
| Újtikos |           |        |                |                |

## Lakónépesség alakulása
| Település      | Lélekszám (2009) |
| -------------- | ---------------- |
| Polgár         | 8 133            |
| Görbeháza      | 2 463            |
| Újszentmargita | 1 442            |
| Folyás         | 952              |
| Újtikos        | 905              |
| Tiszagyulaháza | 768              |
| Összesen       | 14 063           |